# Aree Davis
Ariel Alexandria „Aree“ Davis (* 19. Februar 1991 in Park Forest, Illinois) ist eine US-amerikanische Schauspielerin.
Bekannt wurde sie 2003 durch ihre Rolle der Megan Evers in der Horrorkomödie Die Geistervilla an der Seite von Eddie Murphy, wofür sie daraufhin den Young Artist Award erhielt.
Aree Davis ist die Tochter von Sydney und Daryll Davis. Sie hat eine jüngere Schwester, Dee Dee Davis (* 1996), die ebenfalls Schauspielerin ist. Davis hat zudem einen Sohn.

## Filmografie
- 2000: Power Rangers Lightspeed Rescue (Fernsehserie, 1 Folge)
- 2003: Die Geistervilla (The Haunted Mansion)
- 2004: Emergency Room – Die Notaufnahme (ER, Fernsehserie, 1 Folge)
- 2005–2006: Alle hassen Chris (Everybody Hates Chris, Fernsehserie, 6 Folgen)
- 2008: Ehe ist… (’Til Death, Fernsehserie, 1 Folge)

## Auszeichnungen
- 2004: Young Artist Award für die Rolle der Megan Evers in Die Geistervilla